# Caradrina tenera
Caradrina tenera là một loài bướm đêm trong họ Noctuidae.